# Dorino I Gattilusio
Dorino I Gattilusio (zm. 30 czerwca 1455) – genueński czwarty władca Lesbos od 1428 do 1455.  

## Życiorys
Był synem Franciszka II Gattilusio i bratem Jakuba Gattilusio. Zawał sojusz z cesarstwem Trapezuntu. Przejął kontrolę nad wyspami Lemnos za sumę 2325 dukatów rocznej daniny Turkom i Thasos. Jego córka Katarzyna Gattilusio była od 1441 roku druga żona ostatniego cesarza bizantyńskiego Konstantyna XI Paleologa. Ich ślub odbył się na Lesbos, gdy zaś świeżo poślubiona małżonka wyruszyła w podroż z Konstantynem, dotarła tylko do Lemnos i tam zmarła. Następcą Dorina I był Dominik Gattilusio. Innymi synami byli: Niccolò Gattilusio i Franciszek III Gattilusio. Inna jego córka Maria była żoną Aleksandra Wielkiego Komnena, współcesarza Trapezuntu. 